# Hyperlapse (应用)
Hyperlapse是Instagram在2014年8月26日发布的一款移动应用程序，用于制作大范围移动延时和缩时摄影视频。用户可以使用该应用一次录制最长45分钟的视频素材，并在录制完成后调整视频速度，以制造大范围移动延时的影片效果。延时视频通常通过拼接传统相机拍摄的静态图像制作而成，但这款应用采用的方法则是在原有视频上加工，并通过成像稳定算法消除视频中的扰动，从而使视频画面显得稳定。与Instagram应用不同，这款应用不提供任何滤镜。用户可在后期处理时将视频回放速度调整为原始速度的1倍到40倍，这也是用户唯一可以调整的选项。
应用目前只提供iOS版本，但Instagram曾在2014年8月表示可能会在近期提供该应用的Android版本。打倒男孩为歌曲《Centuries》录制的MV便是使用该应用拍摄。